# Sovereign (nave da crociera)
La Sovereign (precedentemente Sovereign of the Seas) era una nave da crociera della compagnia Pullmantur Cruises. È stata costruita per la Royal Caribbean International, con la quale ha navigato fino al 2008 con il suo nome originario Sovereign of the Seas. Fu costruita nel 1988 dai Chantiers de l'Atlantique di Saint-Nazaire.

## Caratteristiche
La Sovereign è lunga circa 268 metri, larga 32 e ha un pescaggio di circa 7,5 metri. Con una stazza lorda di 73.529 tonnellate, al momento della costruzione era la più grande nave da crociera per tonnellaggio. Non era, però, la più grande nave passeggeri mai costruita, avendo un tonnellaggio inferiore rispetto al transatlantico Queen Elizabeth, pensato però per il servizio di linea.

## Servizio

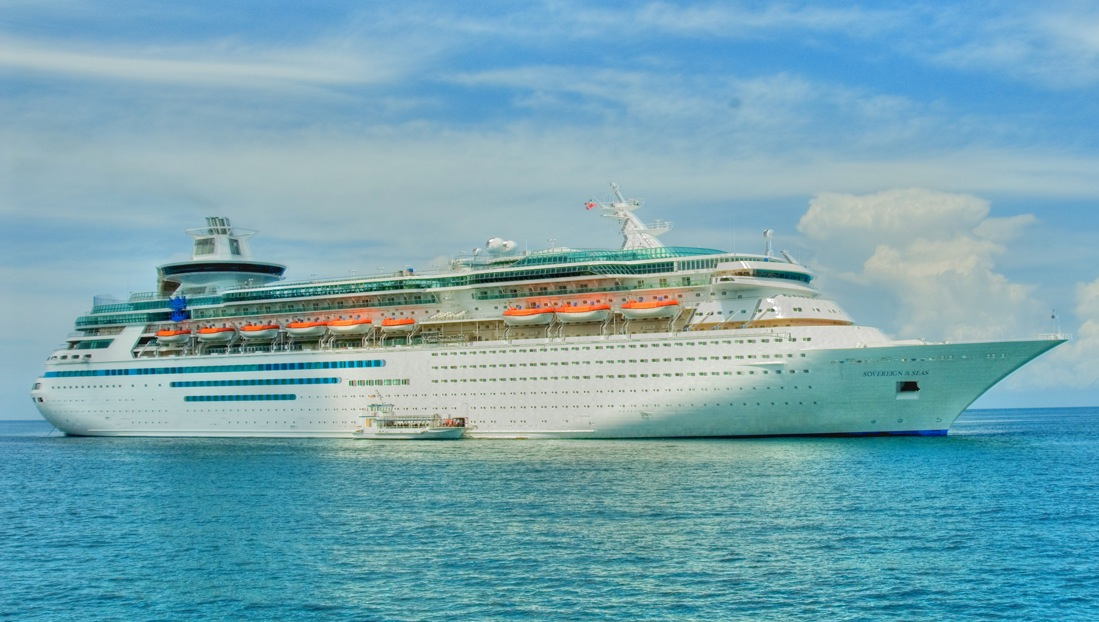
La Sovereign of the Seas in servizio per Royal Caribbean

La nave fu impostata il 10 giugno 1986 presso gli Chantiers de l'Atlantique di Saint-Nazaire, venendo varata il 4 aprile 1987 e consegnata il 19 dicembre dello stesso anno alla Royal Caribbean. Entrò in servizio nel gennaio 1988, iniziando a svolgere crociere con base a Miami.
Nel gennaio 2009 passò alla Pullmantur Cruises, compagnia dipendente dalla Royal Caribbean, continuando ad operare da Miami con il nome di Sovereign.
Da giugno 2020 la nave si trova in disarmo. Dopo aver sbarcato tutti i pezzi di valore nel porto di Napoli è partita per Aliaga dove giunse il 20 luglio per demolizione.